# Hrebenne
Hrebenne [pronunciación en polaco: /xrɛˈbɛnːɛ/] es un pueblo ubicado en el distrito administrativo de Gmina Horodło, dentro del Condado de Hrubieszów, Voivodato de Lublin, en Polonia oriental, cercano a la frontera con Ucrania. Se encuentra aproximadamente a 2 kilómetros al sur de Horodło, a 12 kilómetros al noreste de Hrubieszów, y a 111 kilómetros al sureste de la capital regional Lublin.